# Litteraturåret 1873

## Priser och utmärkelser
- Kungliga priset – Zacharias Topelius
- Letterstedtska priset för översättningar – Magnus Dalsjö för hans översättningar av Platon

## Nya böcker
- Hallarna av Émile Zola
- Jorden runt på 80 dagar av Jules Verne[1]
- Kejser og Galilæer, drama av Henrik Ibsen
- L'étoile (fransk) av Jean Richepin

## Födda
- 20 januari – Johannes V. Jensen (död 1950), dansk författare, nobelpristagare 1944.
- 20 mars – Ellen Wester (död 1930), svensk översättare och författare.
- 7 december – Willa Cather (död 1947), amerikansk romanförfattare.

### Fotnoter
1. ↑  ”World Cat”. http://www.worldcat.org/title/tour-du-monde-en-quatre-vingts-jours/oclc/25650146&referer=brief_results. Läst 13 april 2011.